# Camino Natural Cumbres de La Gomera
El Camino Natural Cumbres de La Gomera es un itinerario perteneciente a la Red de Caminos Naturales de España, un proyecto desarrollado por el Ministerio de Agricultura, Pesca y Alimentación (MAPA), que se encarga de la recuperación de antiguas infraestructuras relacionadas con el transporte y la comunicación, que actualmente se encuentran en desuso o en estado de abandono, para su uso senderista y ciclista.

## Localización
Este Camino Natural recorre el interior de la isla, coincidiendo con el GR-131 que recorre el archipiélago canario, en total casi 400 km, divididos en 24 etapas. Este Camino se centra en el recorrido por la isla de La Gomera, a través de sus barrancos, dividido en tres etapas más un ramal.
Es un recorrido que exige algo de preparación y conocimientos, ideal para senderistas experimentados, llegando ahsta el pico más alto de la isla, el Garajonay, y transcurriendo por las formaciones rocosas de Chipude, Roque Agando y Roque Cano. A lo largo del recorrido, el viajero puede ver claras muestras de la biodiversidad de la isla destacando la palmera canaria, el fayal-brezal, el cardonal-taibal, el sabinar canario o la laurisilva.
Además de su valor medioambiental, este Camino cuenta con varios elementos del patrimonio arquitectónico y etnográfico, como la capital de la isla, San Sebastián de La Gomera, Vallehermoso, Chipude o El Cercado.

## Descripción por tramos

### Tramos habilitados
El Camino Natural Cumbres de La Gomera transcurre a través de tres etapas y un ramal por el interior de la isla.

##### Etapa 1: San Sebastián de la Gomera – Degollada de Peraza
La primera etapa de este Camino Natural sale desde la capital hasta el mirador de la Degollada de Peraza. Un total de 9,8 kilómetros en subida que atraviesan dos de los barrancos más importantes de la isla, el del Cabrito y el de La Laja.
En el puerto de San Sebastián de La Gomera, concretamente a la altura del panel interpretativo, empieza este Camino Natural, que en su primera etapa recorre el paseo marítimo y rodea la Torre del Conde. Tras cruzar el barranco de La Villa, se llega a la Cañada del Herrero, donde acaba el tramo asfaltado. Hasta aquí se debe tener cuidado ya que se comparte trazado con tráfico.
Tras llegar al panel interpretativo, comienza una subida por una senda que va por El Lomo de las Vueltas entre dos barrancos, el de Tajinastas y El Machal. Al final de la subida se encuentra El Higueral o también llamado La Sabina, desde donde se puede disfrutar de una panorámica de la ciudad con el Teide de fondo. Prosigue el Camino ascendiendo rodeado de balos y tabaibas, alternando tramos de pista asfaltada con tramos empedrados.
Después de superar el kilómetro 5 del itinerario, se pasa junto a la población de Ayamosna y continúa tras cruzar la carretera, por una pista asfaltada que unos metros más adelante se desvía a la izquierda. El firme cambia, y ante el viajero aparecen los roques del Sombrero y de Magro, dentro ya del Monumento Natural del Barranco del Cabrito.
Entre bancales abandonados, y plagados de pitas y tabaibas, continúa la senda en cuyos laterales pueden verse muestras de aulagas, cardones, palmeras y balos. A la altura del kilómetro 7 se llega al Mirador de La Tortuga, donde disfrutar de las vistas, y continúa en ascenso hasta llegar al cerro Tagamiche, donde gira a la derecha para seguir la falda de la montaña de La Vegueta, hasta llegar al mirador de Degollada de Peraza. Éste ha sido adaptado y protegido para su uso con total seguridad, ya que discurre por el filo del barranco de La Laja, desde donde se ven la población homónima y Chejelipes, además de las presas de Chejelipes y Palacios.
Llegando ya al final de la etapa, cambia la vegetación con la aparición de brezos y jaguarzos que escoltan a los viajeros hasta el mirador de Degollada de Peraza, donde acaba la etapa. El nombre del mirador tiene su origen en el lugar exacto donde el primer guerrero gomero Hautacuperche mató a Hernán Peraza, por su traición, en la llamada Rebelión de los Gomeros. En este punto, es posible cruzar la carretera y obtener una panorámica del barranco de Vera que se encuentra a continuación.

##### Etapa 2: Degollada de Peraza – Chipude
Esta etapa, de 16,6 kilómetros, comienza en la Degollada de Peraza y transcurre entre paisajes irregulares sorteando y atravesando barrancos y roques, a través del Parque Nacional de Garajonay, hasta la plaza de Chipude.
El inicio de la etapa se da justo al lado del panel interpretativo que da a un tramo de escaleras, al lado de la carretera, que termina en Los Campos de las Nieves. En este punto, la presencia de brezos se hace notable al igual que la laurisilva. Tras algo menos de un kilómetro, un desvío a la derecha a la altura de una vivienda, y se llega a una intersección que lleva a la ermita de Las Nieves. Se sigue el Camino y se llega a una rampa de piedra que lleva a un área recreativa. Comienza después un descenso entre pinos y brezales que llega a la carretera y sigue por una pasarela metálica que da a un mirador. Aquí se encuentra un monumento en honor a las víctimas del incendio de 1984, y se tienen vistas al roque de Agando, en el barranco de Benchijigua. Continúa el sendero pasando por el mirador de los Roques y cruza de nuevo la carreta para entrar en un fayal-brezal donde se pueden ver ejemplares de acebiño, peralillo y laurel follado y multitud de helechos. Hay que volver a cruzar la carretera y tomar una subida por el bosque en el que aparece un desvío señalizado al mirador del Morro de Agando, desde donde se puede ver una panorámica del roque de Agando y los roques de La Zarcita y de Ojila.
Siguiendo por el trazado principal, una pasarela lleva de nuevo a un cruce con la carretera y hasta el mirador de Tajaqué, y continúa junto a la carretera para bajar luego por la ladera hasta llegar a una pista forestal que se debe tomar a la derecha. Llegando a una carretera, va paralela a la misma hasta llegar a la rotonda de Pajarito. En el cruce se coge un camino que empieza a subir, está todo señalizado, rodeado de un fayal-brezal con cerrajones y ortigones acompañan al viajero hasta llegar al alto del Pajarito. Desde aquí se puede tomar un desvío a la izquierda para subir al alto de Garajonay, el punto más alto de la isla con 1 487 metros, y desde donde se pueden ver, en los días despejados, las islas de Tenerife, La Palma, El Hierro y Gran Canaria. Aquí la señalización indica el camino a seguir, ya que hay varias rutas que acaban en este punto. Se avanza por una pista forestal que termina en un sendero que baja a la derecha y termina en la carretera. Sigue el itinerario por la calzada y toma un desvío por un sendero a la derecha a los pocos metros, que va hacia el mirador de Igualero, donde hay un monumento al silbo gomero y la ermita de San Francisco de Asís. El entorno está presidido por la Fortaleza de Chipude, acompañada del barranco de Erque.
Sigue el Camino Natural por la izquierda de la ermita y baja hasta Igualero, donde gira a la derecha convirtiéndose en sendero, para bordear el barranco y llegar hasta la presa China. Después sigue por un tramo asfaltado que comparte con tráfico, y se desvía a la izquierda para tomar un sendero que llega hasta la parte inferior de la Fortaleza, donde se encuentra el pueblo de Pavón. En este punto, se pueden observar muestras de especies amenazadas como la siempreviva o el cabezón de satarata. Se cruza el pueblo, la carretera y el barranco de Iguala, y se continua por tramos que alternan su firme, hasta llegar a Chipude, donde acaba esta etapa en su plaza.

##### Etapa 3: Chipude – Vallehermoso
Esta tercera y última etapa tiene una longitud de algo más de 14 kilómetros y tiene su punto de partida en la plaza de Chipude y va hasta Vallehermoso, pasando por el Parque Nacional de Garajonay, concretamente por el Jardín de Las Creces.
Un panel informativo marca la casilla de salida en la plaza de Chipude, al lado de la ermita de Nuestra Señora de la Candelaria, y bordea la localidad hasta llegar a la carretera que lleva a Los Lavaderos de la Vica. Un tramo por carretera llega a un desvío a la izquierda para atravesar un barranco y volver a cruzar después la carretera. Sigue el trayecto dirección El Cercado, entre palmeras, huertos y bancales abandonados. Una vez llegados, se debe cruzar el pueblo siguiendo las indicaciones hasta llegar a un nuevo panel, donde acaba la ruta asfaltada y comienza en un sendero que lleva hacia el barranco del Agua, dentro del Valle Gran Rey. Comienza entonces una subida corta pero exigente, donde habrá que extremar precauciones por posibles desprendimientos, que termina en Las Hayas. Tras superar el pueblo, continúa por hasta Coromoto y su ermita, donde hay un área de descanso con mesas y fuente. Abandonando esta zona, se vuelve al Parque Nacional de Garajonay, donde se toma un sendero que continúa entre bosques de laurisilva, hasta llegar al área recreativa de Las Creces. Empieza entonces un descenso, tras cruzar la GM-2 de nuevo, por la ladera de la montaña de Araña, pasando por el mirador Risquillo del Corgo y la meseta de Vallehermoso hasta llegar al kilómetro 34 donde se cruza una pista forestal que va a la ermita del Carmen. Empieza una bajada en zigzag con tramos de escaleras, hasta llegar a un cerro de roca, donde se puede disfrutar de las vistas que ofrece el paisaje. Un poco más adelante, un nuevo cruce por el que se debe ir hacia una fuerte bajada, pero corta, entre viñas que lleva a una pista. Ésta tiene como destino La Rosa de las Piedras, dentro del barranco del Ingenio. Un poco más adelante se llega a la presa de La Encantadora, donde se encuentra un área recreativa con información para el viajero.
Tras un descanso, el Camino sigue bordeando la presa y bajo el roque Blanco, compartiendo trazado con vehículos a motor, por lo que habrá que mantener cuidado y estar atentos a posibles desprendimientos. Comienza entonces una senda que asciende en la que se puede ver el madroño canario en su hábitat. Llegando al final de la subida, se puede disfrutar de las vistas que ofrece, con el barranco del Ingenio y de Garabato y el roque Cano. A partir de aquí un descenso que llevará al viajero hasta Vallehermoso, que entra por el barranco del Ingenio y, siguiendo las indicaciones, acaba en la plaza del ayuntamiento, punto donde finaliza la etapa y donde se enlaza con el 

##### Etapa 3.1: Ramal Vallehermoso – Playa de Vallehermoso
Este ramal une Vallehermoso con su playa, un total de 3,69 kilómetros que transitan por las calles de la localidad. Se trata de una de las ciudades más antiguas de la isla. El tramo comienza en el centro urbano, donde se debe tomar la carretera hacia la playa unos 400 metros, un desvío a la derecha lleva a cruzar el barranco del Valle por una pasarela y continúa por el lateral del barranco, bordeando el roque Cano.
Según se acerca el Camino a Valle Abajo, sale un desvío a la izquierda para cruzar de nuevo el barranco y afrontar la última parte de la etapa, que transcurre por carretera hasta el parque marítimo de Vallehermoso, el punto y final de la ruta y del Camino Natural Cumbres de La Gomera. En este punto enlaza con el Camino Natural Costas de La Gomera, que recorre la costa de la isla.

## Otros datos de interés

#### San Sebastián de La Gomera
Es la capital la isla, y se la conoce también como La Villa. Destaca por su estilo colombino, combinada con otras obras más modernas como el Parador Nacional de Turismo Conde de Las Gomera, el Cabildo Insular o el Auditorio Insular Infanta Cristina.
En su historia, han destacado numerosos ataques de piratas e incendios, recogidos todos en el principal templo de la isla, la iglesia de Nuestra Señora de la Asunción. Además, en este municipio, se encuentra la ermita de la Virgen de Guadalupe, situada dentro de la Reserva Natural Especial de Puntallana.
Su puerto fue la última escala de Colón antes de viajar hacia el oeste rumbo a América. La casa en la que se alojó, llamada Casa de Colón, es hoy en día un museo.

#### Roques y fortalezas
Dada su naturaleza volcánica, y con más de 20 millones de años desde su formación, La Gomera cuenta con diversas formaciones geológicas. La isla se encuentra en un estado latente desde hace dos millones de años, lo que supone una estabilidad que el resto de las islas del archipiélago no tiene.
Los roques se forman por la acumulación de lava en los conductos volcánicos que no llegan a la superficie, y que, al enfriarse y como producto de la erosión, se han generado los pitones como el de roque Cano.
Fortaleza se denomina a las formaciones rocosas, con cimas planas. La más conocida es la Fortaleza de Chipude, de 1 243 metros sobre el nivel del mar y 300 metros de diámetro. Los orígenes de estas formaciones son volcánicos, formadas por acumulación de lava muy viscosa que quedaron acumuladas en chimeneas volcánicas. Las fortalezas son Monumento Natural desde 1994, y están dentro de la Red Natura 2000 como ZEC. Se encuentran dentro del Paisaje Protegido de Orone.

#### Ganadería y productos ganaderos de La Gomera
Las islas Canarias cuentan con dos razas bovinas autóctonas, tres razas caprinas y tres ovinas, una porcina, una raza de asnos y el camello canario, todas ellas inscritas en el Catálogo Oficial de Razas Ganaderas de España. De todas ellas, la oveja canaria, la oveja canaria de pelo y la cabra Majorera, son las más presentes en La Gomera. Con la leche cruda de la cabra, incluso mezclada con la de la oveja canaria, se produce el queso gomero; y de la oveja canaria de pelo se aprovechan sus restos para la producción de estiércol para los cultivos de plátano.

#### Hermigua
Municipio del norte de la isla de La Gomera, cuna de la población isleña. Es una zona llena de bancales y con grandes plantaciones de plataneras. Su principal punto turístico es el Pescante de Hermigua, en la zona de El Peñón, un monumento de arquitectura industrial de 1907.
Además, los lugares de interés turístico de la zona son el Museo Etnográfico de La Gomera, la iglesia de Santo Domingo de Guzmán, la iglesia de Nuestra Señora de la Encarnación en el Valle Bajo, y las ermitas del Cedro y los Aceviños.

#### La palmera canaria
Uno de los principales alimentos de la isla de La Gomera viene de la palmera canaria, también llamada palma. El guarapo es el jugo dulce de la planta, con el que se elabora el producto homónimo y la miel de la palma. El guarapo se obtiene dando cortes a los tejidos superiores del tronco y la miel se elabora cociendo el guarapo. Se trata de uno de los principales ingredientes en la cocina de la isla, además de ser usado en la prevención de enfermedades.
Pero no sólo el guarapo es aprovechado. Hay otras partes de la planta que tiene utilidad, por ejemplo: sus raíces se utilizan para la creación de sogas o alpargatas; los troncos, tras vaciarlos y secarlos, hacen las veces de abrevadero; las hojas, alimento para el ganado o para hacer sombreros; el nervio de la hoja se usaba para tostar, el gofio, entre otros usos.

#### Los Chorros de Epina
Se trata de una fuente con siete caños, cuyo agua, según creencias populares, tiene propiedades curativas. Diversas teorías sostienen que dependiendo del chorro del que se beba tienes unas propiedades u otras. Existen otras teorías que hablan de supersticiones y adivinaciones.

#### Monumento Natural Roque Cano
Situado sobre una de las laderas que rodean Vallehermoso, se trata de un pitón fonolítico producto de la erosión, en el que se puede ver restos de antigua lava endurecida. En sus paredes han crecido especies de vegetación raras y amenazadas como el senecio gomero o la margarita gomera.

#### Parque Rural de Valle Gran Rey
En el sur de la isla, dentro del término municipal de Valle Gran Rey, se encuentra este parque de 1.993 ha. Abarca desde el nivel del mar hasta los 1.020 metros y en él se pueden encontrar dos de los principales picos de la isla, la Mérica y el Tequerguenche. Al ser un Parque Natural, entremezclan actividades ganaderas y agrícolas con el medio natural.
El Parque supone el único hábitat del lagarto gigante de La Gomera, uno de los vertebrados más amenazados del planeta, y que se distribuye en un área de un kilómetro cuadrado aproximadamente.

#### Salto con astia
Es una forma de desplazamiento típica de la isla. Conocida como astia en La Gomera, consiste en utilizar una vara de madera, de unos dos metros de largo y con punta metálica, con protecciones de cuero. Se utilizaba antiguamente como herramienta de desplazamiento en zonas donde la orografía era complicada, aunque en la actualidad la utilizan casi en exclusiva los pastores y cabreros, además de algún deportista. Forma parte del patrimonio cultural y la identidad canaria.

#### Paisaje Protegido de Orone
Con una superficie de 1.778,1 ha, va desde el nivel del mar hasta los 1.355 metros, en Vallehermoso o Alajeró, y cuenta con los barrancos de Erques-La Rajita y La Negra. Dentro de sus límites, alberga endemismos como la tabaiba de monte y varias especies de crasuláceas. Entre su fauna destacan la pardela chica, el petrel de Bulwer o el águila pescadora.
Parte de este paisaje se encuentra dentro del Parque Nacional de Garajonay, catalogado como Área de Sensibilidad Ecológica.

#### Playa de Santiago
Localidad del sur de la isla que pertenece al municipio de Alajeró. Sus orígenes datan de principios del siglo XX, con un pequeño asentamiento de pescadores, que con el tiempo fue ganado importancia y atrajo habitantes a la zona. Durante la década de los 60 y los 70 se produjo una crisis en la zona que produjo abandono de cultivos y declive de las empresas pesqueras de la zona, dejando de lado éste sector y apostando por el turismo.

#### Monumento Natural del Cabrito
En el barranco homónimo se encuentra esta formación de barrancos que dibujan un paisaje formado por crestas y roques de interfluvios formados por la erosión. Situado en el término de San Sebastián de La Gomera es una clara muestra de vegetación de especies xerófilas con palmerales y euforbias.
En la costa se encuentra la playa del Cabrito, fuera del monumento natural, a la que se puede acceder a pie por un sendero o en barco.

#### Cardonal-tabaibal
Se trata de una formación vegetal típica de las Islas Canarias, que se da en zonas de baja altitud con altas temperaturas y escasa humedad, ocupando generalmente espacios de antiguos cultivos abandonados. Entre las especies que contienes destacan el cardón y las tabaibas.